# Åndssvage Sara
Åndssvage Sara er en film instrueret af Jon Bang Carlsen efter manuskript af Jon Bang Carlsen.

## Handling
En film om Sara, 4 år og dybt åndssvag, som bor sammen med sine forældre og en lillesøster. Sara kom ikke på institution, fordi forældrene besluttede, at det måtte være muligt at leve sammen med barnet i hverdagen, på trods af at lægerne advarede dem om, at det ville ødelægge deres liv, hvis ikke de anbragte barnet på institution.